# プロトステガ

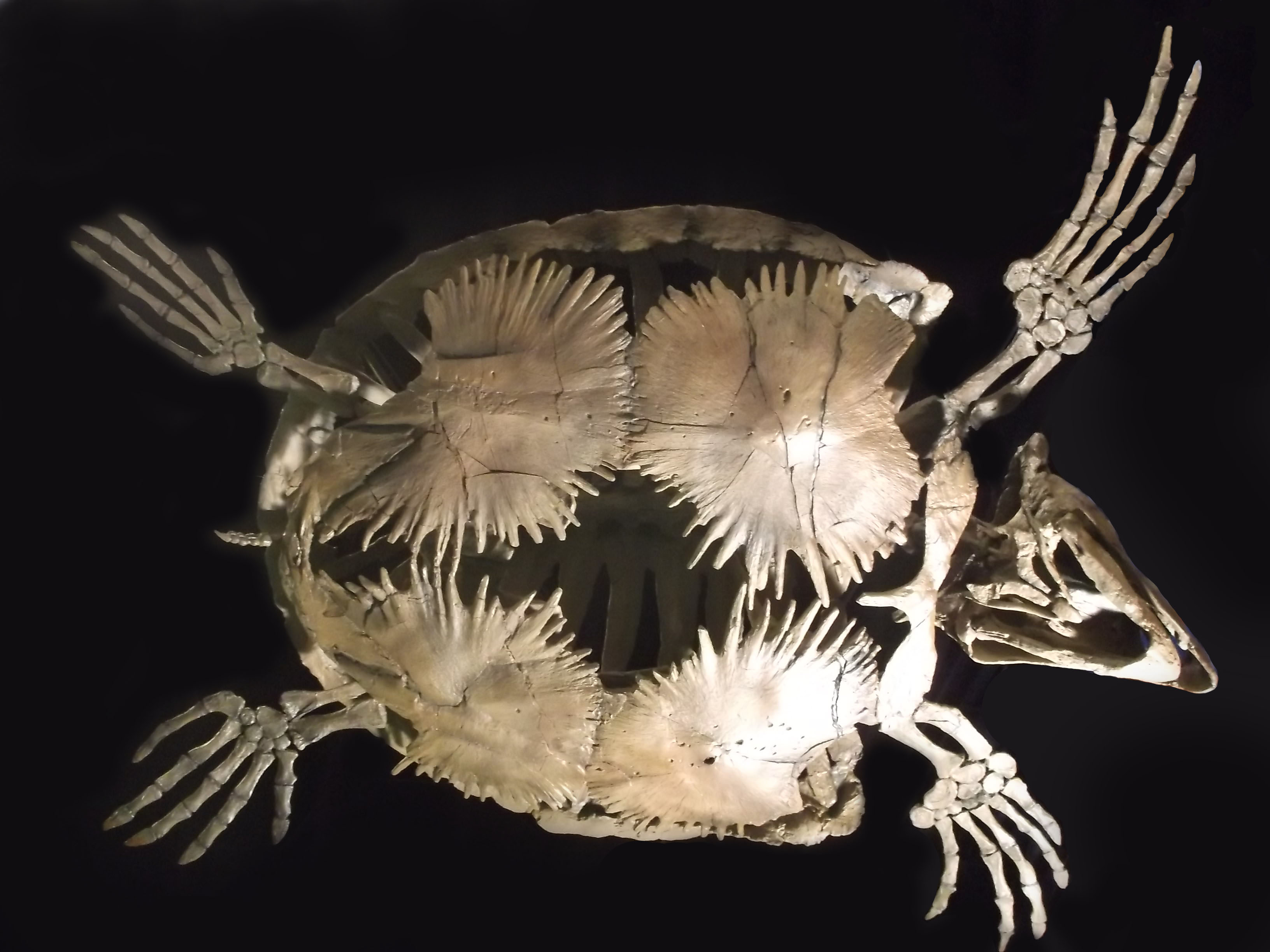
コロラド州ウッドランドパーク・ロッキーマウンテン恐竜資源センターの復元骨格

プロトステガ Protostega (原初の屋根) はウミガメの絶滅した属の一つでプロトステガ・ギガス Protostega gigas 1種を内包する。化石はカンザス州西部スモーキーヒルチョークで発見された。地質年代は8350万年前 とアラバマのムーアビルチョーク累層（w:Mooreville Chalk Formation) で発見されている。本種の標本は1871年に初めて採集され、1872年にエドワード・ドリンカー・コープによって命名された。全長は約3ｍでウミガメとしてはアルケロンに次いで史上2番目に大きい。